# Charqui

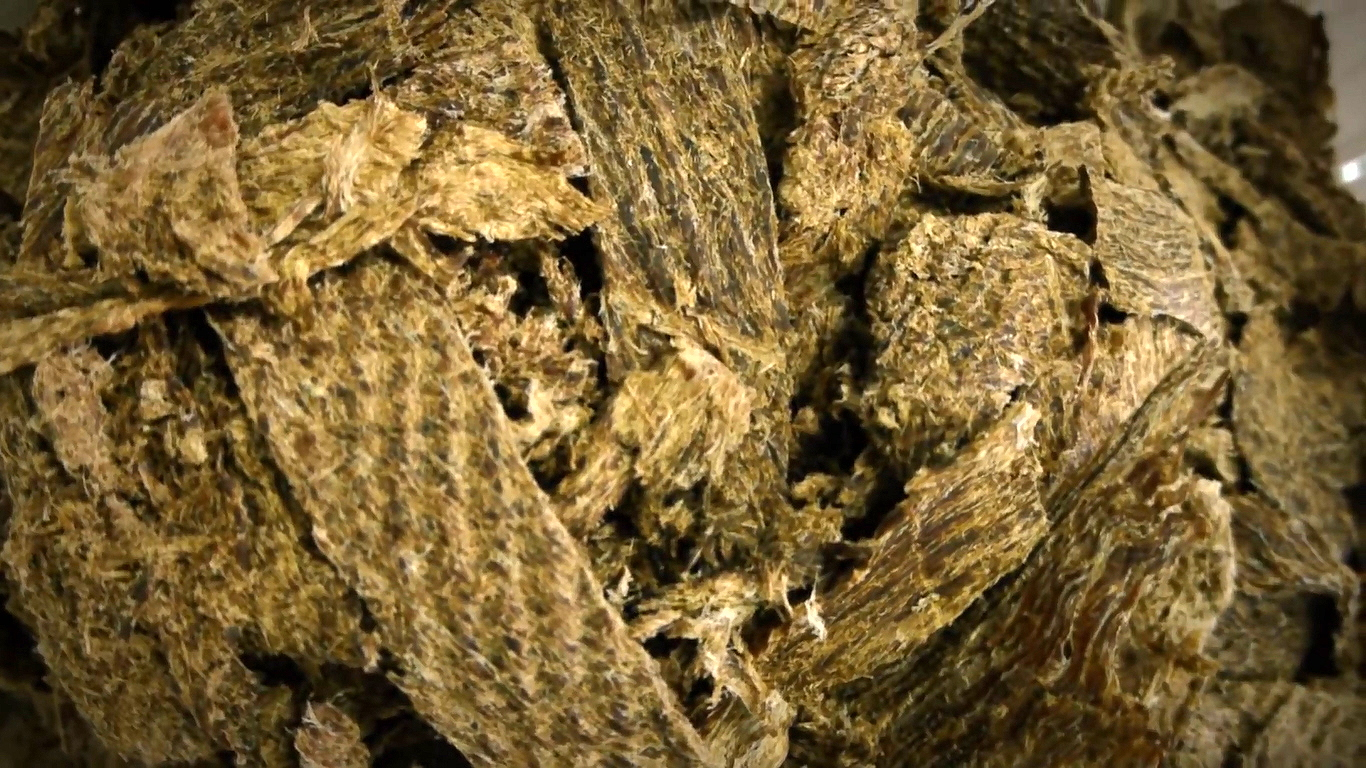
Charqui

Charqui (spanisch) oder Charque (portugiesisch), auch Jerky (englisch), aus dem Quechua-Wort charki für „getrocknetes Fleisch“ entlehnt, ist die in Südamerika übliche Zubereitung von Trockenfleisch aus gesalzenem, in dünne Scheiben oder Streifen geschnittenem Fleisch. Heute handelt es sich überwiegend um Rindfleisch. Die Verwendung von Lama-, Guanaco-, Schaf-, Ziegen-, Schweine-, Pferde-, Wildfleisch und anderem ist auch üblich.

## Geschichte
Historiker schreiben den Ursprung dieser Methode den Indios in Peru zu, die mit dieser Methode schon vor Jahrhunderten einen Überschuss an Wildbret konserviert haben. In den Zeiten des Inka-Reiches konnten sich die Reisenden in den Rasthäusern (Tambos) entlang der Inkastraßen mit getrocknetem Lama-Fleisch versorgen. Bei dessen Herstellung wurde nicht nur die starke Wirkung der Sonne ausgenutzt, sondern auch die Kälte der Höhenluft (Gefriertrocknen). Im Allgemeinen gehörte Charqui wegen seiner Nahrhaftigkeit in der kolonialen Zeit Südamerikas zu den Grundnahrungsmitteln der hart arbeitenden Landbevölkerung und der Bergarbeiter, in Brasilien und der Karibik auch der Sklaven.

## Zubereitung
Traditionell wurde das Fleisch in möglichst dünne Streifen geschnitten, wobei der größte Teil von Fett und Blut entfernt wurde, um den Flüssigkeitsgehalt zu verringern. Danach wurde das Fleisch an luftigen, trockenen und vor allem sonnigen Orten aufgehängt, bis die Streifen die Konsistenz von Pappe oder Leder hatten. Zum Schutz vor Fliegen wurden Netze aufgespannt. Sobald die Trocknung abgeschlossen war, kam das Fleisch in einen Lehmofen, um es zu backen. Manchmal wurde die bloße Trocknung durch Räuchern ergänzt. Schließlich wurde das Fleisch in Behältern zwischen Salzschichten aufbewahrt, wobei es gelegentlich mit Pfeffer, gemahlenem Paprika und Knoblauch gewürzt wurde. Selten wurde Charqui auch in Honig und Propolis konserviert.
Heute wird Charqui aus Rindfleisch – ähnlich wie das US-amerikanische Beef Jerky – auch in industriellen Großanlagen hergestellt, den Saladeros (in Uruguay und Argentinien) sowie in den Charqueadas im Süden Brasiliens. Dort, am Rio Grande do Sul, entwickelte sich die Produktion von Charque seit dem 19. Jahrhundert zu einem der wichtigsten Wirtschaftszweige der Region. Allerdings wird das Fleisch dort nicht in Streifen geschnitten, sondern in dünne Decken (Mantas). Es wird zuerst gesalzen und dann in großen, luftigen Schuppen aufgehängt. Im Unterschied zum Carne de sol (an der Sonne getrocknetes Fleisch) ist es keiner direkten Sonneneinstrahlung ausgesetzt. Wegen des verhältnismäßig feuchten Klimas ist auch ein größerer Einsatz von Salz für die Konservierung nötig, womit sich das Charque zunehmend dem Pökelfleisch annähert.

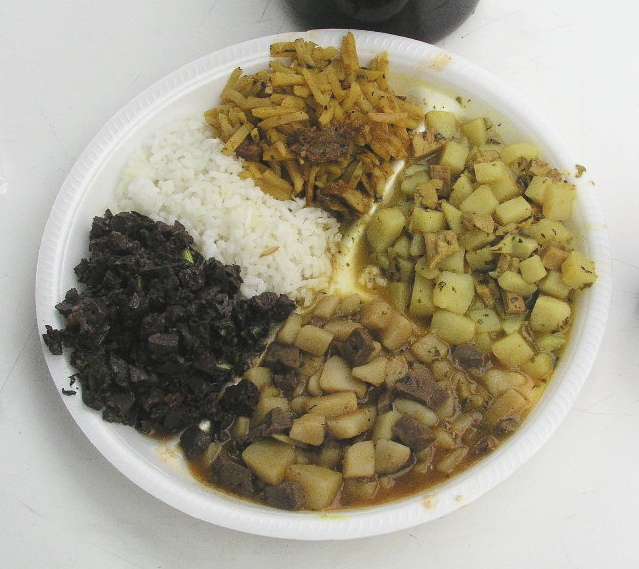
Eine schnelle Mahlzeit in Lima (Peru). Oben: Kutteln (Cau-cau oder mondongo), links: Reis und Blutwurst (sangrecita), rechts und unten: zwei Sorten Olluquito mit Charqui.

## Verzehr
Charqui kann ohne weitere Zubereitung verzehrt werden. In der Regel wird das Fleisch aber zuvor eingeweicht und in Eintopfgerichten gekocht – mit Kürbis, Mais, Bohnen und Kartoffeln als Locro oder Charquicán in Chile, zusammen mit Olluco als Olluquito in Bolivien und Peru. In Brasilien gilt die Feijoada mit Charque, Bohnen und anderen Einlagen als Nationalgericht. Daneben wird es auch zur Füllung von Teigtaschen verwendet – zum Beispiel in Empanadas und Tamales. Im Osten Boliviens wird es nicht nur gekocht, sondern auch gebraten. Dazu kommen gekochter und gestampfter Maniok oder Kochbananen.